# Kleiner Stieflitzbach
Der Kleine Stieflitzbach, auch Kleine Stieflitz bzw. Hintere Stieflitz, ist ein rechter Zufluss zur Wilden Weißeritz bei Obercunnersdorf, Sachsen. 

## Verlauf
Der Kleine Stieflitzbach entspringt südlich von Obercunnersdorf am südöstlichen Fuße des Zäpfchenberges (471 m) auf der ehemaligen Taufwiese. Sein Oberlauf führt zunächst nach Norden; auf seinen ersten 600 Metern  ist der Bach verrohrt. Westlich des Steinhübels (421 m)  nimmt der Bach nordöstliche Richtung. Östlich von Obercunnersdorf wird der Bach im Eichteich angestaut. Auf dem Damm des Eichteiches überquert die Staatsstraße 190 zwischen Obercunnersdorf und Ruppendorf den Bach, unterhalb davon die Ortsverbindungsstraße zwischen Obercunnersdorf und Höckendorf. Der Ober- und Mittellauf des Baches in einer sanften Talmulde wird von Laubbäumen begleitet, auf einigen Abschnitten durch Wiesenland.
Im Unterlauf erreicht der Bach die Stieflitz und nimmt nördliche Richtung. In dem Waldgebiet fließt der Kleine Stieflitzbach durch ein Kerbtal auf die Gemarkung von Höckendorf. Nach 2,9 km mündet der Kleine Stieflitzbach nordöstlich von Obercunnersdorf zwischen der Winkelmühle und der Stübemühle in die Wilde Weißeritz.

## Natur
Seit 2013 läuft ein Projekt der Landestalsperrenverwaltung Sachsen zur Renaturierung der Großen und Kleinen Stieflitz mit einem Gesamtumfang von 100.000 €. An der Kleinen Stieflitz soll der auf den Feldern der Agrargenossenschaft Ruppendorf verrohrte Oberlauf wieder freigelegt und der gesamte Bach naturnah gestaltet werden.